# 1996년 2월
| 1996년: 1월 · 2월 · 3월 · 4월 · 5월 · 6월 · 7월 · 8월 · 9월 · 10월 · 11월 · 12월 |

| <          | 1996년 2월  | 1996년 2월 | 1996년 2월 | 1996년 2월   | 1996년 2월 | >          |
| 일         | 월          | 화         | 수         | 목           | 금         | 토         |
|            |             |            |            | 1 12.13 무진 | 2 14 기사  | 3 15 경오  |
| 4 16 신미  | 5 17 임신   | 6 18 계유  | 7 19 갑술  | 8 20 을해    | 9 21 병자  | 10 22 정축 |
| 11 23 무인 | 12 24 기묘  | 13 25 경진 | 14 26 신사 | 15 27 임오   | 16 28 계미 | 17 29 갑신 |
| 18 30 을유 | 19 1.1 병술 | 20 2 정해  | 21 3 무자  | 22 4 기축    | 23 5 경인  | 24 6 신묘  |
| 25 7 임진  | 26 8 계사   | 27 9 갑오  | 28 10 을미 | 29 11 병신   |            |            |

| 편집하기 |

## 1996년2월 29일
- 서울 지하철 2호선 양천구청역 ~ 신정네거리역 구간이 개통되었다.
- 헌법재판소는 1993년 금융실명제에 합헌 판결을 내렸다.